# Фелка Платек
Фелка Нусбаум Платек (Варшава, 3. новембар 1899 — 2. август 1944) била је пољска сликарка. Била је сапутница, а касније и супруга њемачко-јеврејског сликара Феликса Нусбаума.

## Биографија
Била је ћерка Леона Платека и Саломеје (рођ. Штрумфелд). Двадесетих година 20. вијека одлази у у Берлин да учи сликарство код Лудвига Мајднера у приватним сликарским и вајарским атељеима. У Берлину 1927. упознаје свог будућег супруга Феликса Нусбаума. Након што је Феликс 1932. добио једногодишњу стипендију Фелка одлази са њим у Рим. Тада је насликала своје италијанске приморске пејзаже. Пар није желио да се врати у Нацистичку Њемачку због нацистичких прогона и антисемитизма. У егзилу живе прво у Италији, Француској и Белгији. У Белгији су прво боравили у Остендеу, а од 1937. у Бриселу. Са Феликсом одлази 1937. у Швајцарску да би упознала његове родитеље. Фелка и Феликс ће наредних десет година провести у егзилу, углавном у Белгији. Пар се вјенчао 1937. Брак је требао да помогне легализацији њиховог боравка у Белгији. Фелка Платек је сликала жанровске сцене и зарађивала за живот осликавајући керамику. Након напада Нацистичке Њемачке на Белгију, Феликс је био ухапшен и послан у Француску у логор као њемачки држављанин. Након што је побјегао враћа се у Брисел и гдје се налази са Фелком и њих двоје почињу да се скривају код пријатеља који је био трговац умјетнинама. У јуну су њемачке оружане снаге пронашле Феликса и Фелку како се крију на тавану. Они су ухапшени и послани у Сабирни логор Мехелен гдје су добили бројеве XXVI/284 и XXVI/285. Из Мехелена су послани у логор Аушвиц гдје су стигли 2. августа 1944. Фелка Платек је највјероватније убијена истог дана.

## Насљеђе
Рад Фелке Платек остаје у сјенци рада њеног супруга, коме је посвећена зграда музеја у Оснабрику, коју је пројектовао америчко-јеврејски архитекта Данијела Либескинд. У збирци налазе се двије њене слике и 28 гваша. Већина њених дјела изгорила је у пожару у берлинском студију 1932. Међународни комитет Аушвица је 2014. спонзорисао програм под називом „Пронађи Фелку! Нађи Феликса!“. Француски стрип цртач Емил Браво је у сјећање на Феликса Нусбаума направио стрип "Спиру : Нада изнад свега" у овој четворотомној причи, која је смјештена у окупирану Белгију, Спиру упознаје Феликса Нусбаума и Фелку Платек и спријатељи се са њима. У Србији је овај стрип објавила Издавачка кућа "Најкула". Камен спотицања постављен је у Бриселу у знак сјећања на Феликса и Фелку, испред куће која је била њихово посљедње мјесто боравка прије депортације.
- Портрат госпође Етјен 1940
- Мртва природа са црвеним ружама у стакленој вази, 1929.
- Капен спотицања у част Фелке Нусбаум - Платек у Оснабирку